# 博莱斯洛瓦斯·巴拉瑙斯卡斯
博莱斯洛瓦斯·安塔诺维奇·巴拉瑙斯卡斯（俄語：Боле́словас Антанович Барана́ускас，1902年9月22日（格里历：10月5日）—1975年12月2日），立陶宛人，苏联党和国家领导人。曾任立陶宛苏维埃社会主义共和国最高苏维埃主席，立陶宛工会理事会主席等职务。

## 生平
- 1902年9月22日（格里历：10月5日）出生于科夫诺省乌克梅尔盖区瓦瓦迪什基村。早年曾在叶尔加瓦，里加等地学习。1921年加入立陶宛共产党。
- 1923年-1925年，1927年-1935年，1939年-1940年多次因参与革命活动被捕入狱。
- 1940年7月，苏联入侵波罗的海国家后成为立陶宛人民议会议员，批准立陶宛并入苏联。
- 1940年8月-1951年4月，立陶宛苏维埃社会主义共和国最高苏维埃主席。

期间：

1940年-1941年6月，希奥利艾县内务人民委员会负责人兼县治安副人民委员。负责当地的镇压工作。苏德战争爆发后随当地党政机关撤往后方。

1942年，苏联内务人民委员会莫斯科高等学校学习。

1942年-1944年，立陶宛游击运动司令部情报部门负责人。

1944年-1945年，立共（布）中央农业部长。
- 1945年-1958年，立陶宛苏维埃社会主义共和国工会中央理事会主席。
- 1958年-1975年，立陶宛苏维埃社会主义共和国科学院档案馆编辑。
- 1975年12月2日于维尔纽斯逝世，享年73岁。

巴拉瑙斯卡斯是第3届苏联最高苏维埃民族院代表，第4届苏联最高苏维埃联盟院代表，第1-3届立陶宛苏维埃社会主义共和国最高苏维埃代表。

## 荣誉
- 十月革命勋章
- 二级卫国战争勋章
- 两次劳动红旗勋章
- 红星勋章
- 荣誉勋章
- 立陶宛苏维埃社会主义共和国荣誉文化工作者称号（1962）